# Mabolwe
Mabolwe é uma vila localizada no Distrito Central em Botswana. Possuía, em 2011, uma população estimada de 701 habitantes.